# 민족자본
민족자본(民族資本)은 식민지·반식민지 또는 후진국에서 외국자본주의의 정치적·경제적인 지배에 대해 이해관계가 일치하지 않는 토착의 자본이다. 민족자본은 일반적으로 후진지역에 진출하고 있는 외국자본과 구별하여 그 민족에 의한 자본이라는 의미로서 사용된다. 민족자본은 민족해방운동에 공감을 표시하여 반제국주의운동 속에서 중요성을 가지면서 노동자계급이 지도하는 민족통일전선의 일익을 형성하여 중요한 역할을 하는 경우도 많다. 외국자본에 추수하는 매판자본과 구별하여 사용된다. 후진국에서의 민족자본은 대개 방직분야에 집중된 경향을 보인 바 있으나 점차 그 양상을 달리하고 있다.

## 같이 보기
- 자본